# Загонетке и митови Рома
Загонетке и митови Рома је збирка загонетки и митова Рома аутора Рајка Ђурића (ромс. Raiko Juric) објављена 1990. године у издању Друштва Војводине за језик, књижевност и културу Рома и Културно-просветне заједнице Војводине.

## О писцу
Рајко Ђурић је рођен у Малом Орашју, 3. октобра 1947, умро у Београду, 2. новембара 2020. године. Био је српски писац, политичар и председник Уније Рома Србије. Био је и председник Међународне ромске уније и генерални секретар Ромског центра Међународног ПЕН центра.

## О књизи
У књизи Загонетке и митови Рома сакупљене су загонетеке и митови Рома са подручја Србије. Аутор се бавио називом, предметом, начином и улогомом загонетања код Рома.
Загонетка се на ромском каже "скривена реч". То значење имају и многе речи на ромском које означавају "загонетање". Поред загонетака које су упитне и почињу формулом Шта је? Где је?, Роми имају и загонетке које почињу речима: Кажи шта сам ка-зао.